# Липсидрио
Липсидрио (грч. Λειψύδριο) је насељено место у општини Кукуш у периферији Средишња Македонија, Грчка. Према попису из 2021. године било је 37 становника.
Према бугарском географу и историчару, Василу Канчову, у Липсидриу је 1900. године живело 80 Турака. Године 1924. турско становништво је принудно исељено у Турску а на њихово место је насељено 30 грчких избегличких породица из Турске. На попису из 1928. године Липсидрио је имао 151 становника. Село се раније звало Ени Махала.